# Alxa Hữu
Kỳ Alxa Hữu tiếng Trung: 阿拉善右旗; bính âm: Ālāshàn Yòu Qí, Hán Việt: A Lạp Thiện Hữu kỳ) là một kỳ của minh Alxa, khu tự trị Nội Mông Cổ, Trung Quốc.

## Hành chính

### Trấn
- Ngạch Khải Hô Đô Cách (额肯呼都格镇)
- Nhã Bố Lại (雅布赖镇)
- A Lạp Đằng Ngao Bao (阿拉腾敖包镇)

### Tô mộc
- Mãng Căn Bố Lạp Cách (孟根布拉格苏木)
- A Lạp Đằng Triêu Khắc (阿拉腾朝克苏木)

## Khí hậu
| Dữ liệu khí hậu của Alxa Hữu            | Dữ liệu khí hậu của Alxa Hữu | Dữ liệu khí hậu của Alxa Hữu | Dữ liệu khí hậu của Alxa Hữu | Dữ liệu khí hậu của Alxa Hữu | Dữ liệu khí hậu của Alxa Hữu | Dữ liệu khí hậu của Alxa Hữu | Dữ liệu khí hậu của Alxa Hữu | Dữ liệu khí hậu của Alxa Hữu | Dữ liệu khí hậu của Alxa Hữu | Dữ liệu khí hậu của Alxa Hữu | Dữ liệu khí hậu của Alxa Hữu | Dữ liệu khí hậu của Alxa Hữu | Dữ liệu khí hậu của Alxa Hữu |
| Tháng                                   | 1                            | 2                            | 3                            | 4                            | 5                            | 6                            | 7                            | 8                            | 9                            | 10                           | 11                           | 12                           | Năm                          |
| --------------------------------------- | ---------------------------- | ---------------------------- | ---------------------------- | ---------------------------- | ---------------------------- | ---------------------------- | ---------------------------- | ---------------------------- | ---------------------------- | ---------------------------- | ---------------------------- | ---------------------------- | ---------------------------- |
| Trung bình ngày tối đa °C (°F)          | −1.2 (29.8)                  | 2.9 (37.2)                   | 9.5 (49.1)                   | 17.5 (63.5)                  | 23.9 (75.0)                  | 28.7 (83.7)                  | 30.9 (87.6)                  | 28.9 (84.0)                  | 23.2 (73.8)                  | 15.7 (60.3)                  | 7.4 (45.3)                   | 0.4 (32.7)                   | 15.7 (60.2)                  |
| Tối thiểu trung bình ngày °C (°F)       | −13.8 (7.2)                  | −9.9 (14.2)                  | −3.3 (26.1)                  | 4.2 (39.6)                   | 10.7 (51.3)                  | 16.0 (60.8)                  | 18.6 (65.5)                  | 16.9 (62.4)                  | 11.3 (52.3)                  | 3.1 (37.6)                   | −5.6 (21.9)                  | −11.9 (10.6)                 | 3.0 (37.5)                   |
| Lượng Giáng thủy trung bình mm (inches) | 0.8 (0.03)                   | 0.6 (0.02)                   | 2.4 (0.09)                   | 4.3 (0.17)                   | 11.4 (0.45)                  | 18.9 (0.74)                  | 26.7 (1.05)                  | 25.5 (1.00)                  | 20.1 (0.79)                  | 6.5 (0.26)                   | 0.9 (0.04)                   | 0.7 (0.03)                   | 118.8 (4.67)                 |
| Nguồn:                                  |                              |                              |                              |                              |                              |                              |                              |                              |                              |                              |                              |                              |                              |